# Weddell Arm
Der Weddell Arm ist der südlichste und zugleich westlichste Seitenarm des Langnes-Fjords in den Vestfoldbergen an der Ingrid-Christensen-Küste des ostantarktischen Prinzessin-Elisabeth-Lands.
Norwegische Kartografen kartierten ihn anhand von Luftaufnahmen, die bei der Lars-Christensen-Expedition 1936/37 entstanden. 1955 und 1957 besuchten ihn Mannschaften im Rahmen der Australian National Antarctic Research Expeditions. Namensgebend sind die große Zahl an Weddellrobben, welche die Ufer des Fjords bevölkern.